# Denis Vasse
psychanalyse – XXe siècle
Denis Vasse est un médecin et psychanalyste. Il est né le 13 septembre 1933 en Algérie, et mort le 12 mars 2018 à Francheville dans le Rhône.

## Biographie

### Enfance et formation
Denis Vasse est né le 13 septembre 1933 en Algérie, à Aïn Bessem, à 100 km au sud d'Alger, dans une famille de pieds noirs. Sa mère est institutrice et son père agriculteur.
Entré chez les jésuites en 1958, il prononce ses premiers vœux en 1960 et soutient sa thèse de médecine cette même année à Alger.

### Vie professionnelle
Il devient membre de l'école freudienne de Paris, fondée par Jacques Lacan. Il en est  le vice-président à la fin des années 1970, juste avant la dissolution de l’institution décidée par Lacan en 1980.
En 1973, il ouvre son cabinet rue du docteur Dolard à Villeurbanne. Il est l'un des fondateurs du Jardin couvert, à Lyon – un espace d’accueil pour enfants dans l’esprit de la Maison verte de Françoise Dolto. Dans son sillage, il participe au dialogue entre psychanalyse et christianisme. Dolto est une amie proche, dont il prononce l'homélie en 1988,, lors de sa messe d’enterrement.

### Fin de vie

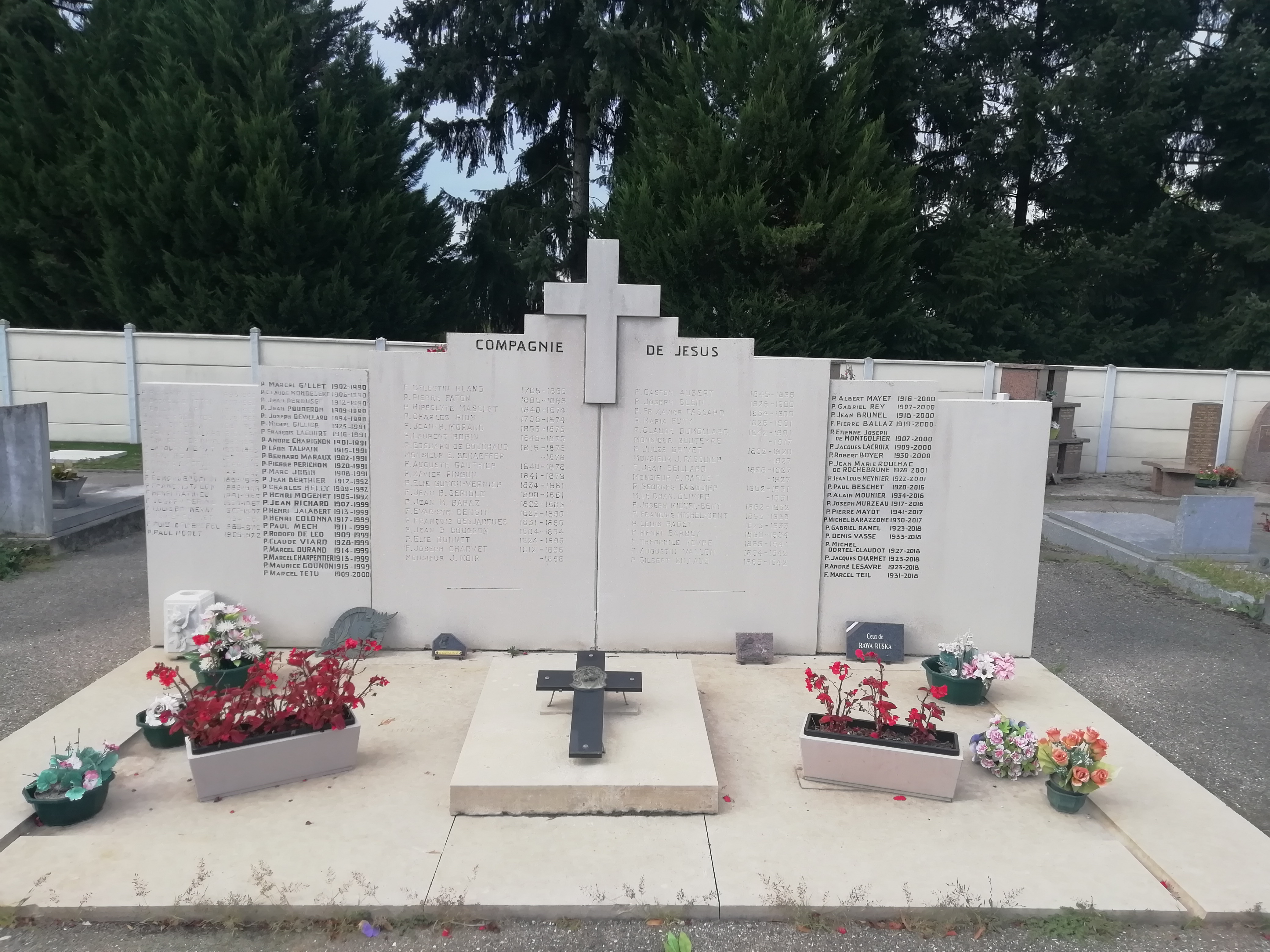
Caveau de la Compagnie de Jésus, dans l'ancien cimetière de Francheville, qui accueille Denis Vasse.

Après deux AVC et de longs mois d'aphasie, Denis Vasse meurt le 12 mars 2018 à Francheville, dans le Rhône,. Il est enterré à l'ancien cimetière de Francheville-le-Haut, dans le caveau des prêtres de la Compagnie de Jésus.

## Publications

### Monographies
- Le temps du désir, Essai sur le corps et la parole, Paris, éditions du Seuil, juin 1969 (réimpr. 1994), 176 p. (ISBN 978-2-0200-3143-1)
- L'ombilic et la voix. Deux enfants en analyse  (avec dessins), Paris, éditions du Seuil, coll. « Le champ freudien », novembre 1974 (réimpr. 1988, mai 1999 (Points Essais)), 288 p. (ISBN 978-2-0200-2767-0)
- Un parmi d'autres, Paris, éditions du Seuil, coll. « Le champ freudien », octobre 1978 (réimpr. 1990), 224 p. (ISBN 978-2-0200-4939-9)
- Le poids du réel, la souffrance, Paris, éditions du Seuil, mai 1983, 190 p. (ISBN 978-2-0200-6482-8)
- La chair envisagée. La génération symbolique, Paris, éditions du Seuil, octobre 1988, 224 p. (ISBN 978-2-0201-0252-0)
- L'Autre du désir et le Dieu de la foi, Paris, éditions du Seuil, avril 1991, 252 p. (ISBN 978-2-0201-2781-3)
- Inceste et jalousie. La question de l’homme, Paris, éditions du Seuil, février 1995, 320 p. (ISBN 978-2-0202-2269-3)
- Le temps du désir, Essai sur le corps et la parole  (réédition augmentée d'une postface), Paris, éditions du Seuil, coll. « Points Essais », septembre 1997, 192 p. (ISBN 978-2-02-032377-2)
- La souffrance sans jouissance ou le martyre de l'amour. Sainte Thérèse de l’Enfant Jésus et de la Sainte-Face, Paris, éditions du Seuil, mai 1998, 96 p. (ISBN 978-2-0203-4552-1)
- La dérision ou la joie ? La question de la jouissance, Paris, éditions du Seuil, mars 1999, 336 p. (ISBN 978-2-0203-2964-4)
- La vie et les vivants. Conversations avec Françoise Muckensturm, Paris, éditions du Seuil, avril 2001, 240 p. (ISBN 978-2-0203-6705-9)
- La grande menace. La psychanalyse et l’enfant, Paris, éditions du Seuil, mai 2004, 664 p. (ISBN 978-2-0206-0133-7)
- L'homme et l'argent, Paris, éditions du Seuil, avril 2008, 176 p. (ISBN 978-2-0209-6736-5)
- Le poids du réel, la souffrance  (réédition augmentée), Paris, éditions du Seuil, avril 2008, 208 p. (ISBN 978-2-02-097915-3)
- L'arbre de la voix, Paris, Bayard Presse, septembre 2010, 240 p. (ISBN 978-2-2274-8187-9)
- Agathe ou la jumelle occultée. La cure d’une petite fille autiste, Paris, Bayard Presse, septembre 2013, 522 p. (ISBN 978-2-2274-8628-7)

### Ouvrages collectifs
- Denis Vasse, avec les accueillants au Jardin couvert de Lyon, Se tenir debout et marcher. Du jardin œdipien à la vie en société, éditions Gallimard, coll. « Sur le champ », octobre 1995, 264 p. (ISBN 978-2-0707-4056-7)
- Denis Vasse, avec les accueillants au Jardin couvert de Lyon (Collectif APELIPA), Né de l'homme et de la femme, l'enfant. Chronique d’une structure Dolto, Paris, éditions du Seuil, janvier 2006, 396 p. (ISBN 978-2-0208-4840-4)